# Hanging Canyon
Der Hanging Canyon ist eine Schlucht im Grand-Teton-Nationalpark im Westen des US-Bundesstaates Wyoming. Der Canyon befindet sich im zentralen Teil der Teton Range und ist von Jackson Hole aus sichtbar. Die Schlucht wurde durch Gletscher gebildet, die sich am Ende des letzteiszeitlichen Maximums vor etwa 15.000 Jahren zurückzogen und ein Trogtal hinterließen. Der Hanging Canyon verläuft von West nach Ost und wird von hohen Berggipfeln umschlossen. Nördlich des Canyons liegt der Mount Saint John, im Süden Symmetry Spire. Das untere Ende des Canyons endet am Jenny Lake, im oberen Teil des Canyons befinden sich die Seen Lake of the Crags, Ramshead Lake und Arrowhead Pool, die sich über einen namenlosen Bach und über die Ribbon Cascade in den Jenny Lake entwässern. Durch den Canyon verlaufen keine markierten Wege.

## Belege
1. ↑  Hanging Canyon. In: Geographic Names Information System. United States Geological Survey, United States Department of the Interior (englisch).
2. ↑  Naturalatlas: Hanging Canyon. Abgerufen am 14. März 2021 (englisch).
3. ↑  Hanging Canyon Hiking Trail. 3. April 2015, abgerufen am 14. März 2021 (englisch).